# Antonio Rivero Taravillo
Antonio Rivero Taravillo (Melilla, 10 mai 1963) est un écrivain, poète, essayiste et traducteur espagnol.

## Biographie
Antonio Rivero Taravillo est né à Melilla le 10 mai 1963. Il vit à Séville depuis 1964. Il a fait des études de philologie anglaise, de gaélique écossais et d'irlandais. Il a dirigé une librairie anglaise et la Casa del Libro à Séville, y développant une intense activité culturelle.
Il a collaboré ou a dirigé de nombreux magazines littéraires andalous et espagnols. Depuis 2017, il est conseiller littéraire de la Foire du livre de Séville et depuis 2021 son coordinateur de la programmation.
Il a publié plusieurs livres de voyage, une quinzaine de recueils de poèmes, des essais et mène une intense activité de traduction, publiant une cinquantaine d'ouvrages de poètes anglais, écossais, irlandais.
Il a été récompensé par de nombreux prix, dont en 2005 par le Prix andalou de traduction littéraire, en 2011 le prix du Salon du livre de Séville et en 2022 le prix national de poésie I Lara Cantizani-Ville de Lucena.

## Œuvres principales

### Poésie
- Bajo otra luz, La Llave de Plata, 1989.
- Farewell to Poesy, Pre-Textos, 2002.
- El árbol de la vida , Col. Puerta del Mar, Diputación de Málaga, 2004.
- Lejos, Isla de Siltolá, 2011.
- La lluvia, Renacimiento, col. Calle del Aire, 2013.
- Lo que importa, Renacimiento, col. Calle del Aire, 2015.
- El bosque sin regreso, La Isla de Siltolá, 2016.
- Svarabhakti, Maclein y Parker, 2019.
- Más tarde, Sloper, 2019.
- Sextante (1982-1998, Polibea, 2021. (Contiene Las primeras catástrofes, Libro de espirales, Siempre el diluvio, Hacia el ocaso, Cuarentena y Separaciones y regresos).
- Los hilos rotos, Reino de Cordelia, 2022.
- Suite irlandesa, Fundación José Manuel Lara, Col. Vandalia, 2023.
- Luna sin rostro, Pre-Textos (en prensa).

### Romans
- Los huesos olvidados, Espuela de Plata, 2014.
- Los fantasmas de Yeats, Espuela de Plata, 2017.
- El Ausente: La novela de José Antonio Primo de Rivera, La Esfera de los Libros, 2018. (Finalista del Premio Andalucía de la Crítica 2019)
- 1922, Pre-Textos, 2022.